# Solar Physics (revista)
Solar Physics es una revista científica revisada por pares que publica mensualmente Springer Science+Business Media. Los redactores jefe son Lidia van Driel-Gesztelyi (varias afiliaciones), John Leibacher (Observatorio Solar Nacional e Instituto de Astrofísica Espacial), Cristina Mandrini (Universidad de Buenos Aires) e Iñigo Arregui (Instituto de Astrofísica de CanariasInstituto de Astrofísica de Canarias).

## Alcance e historia
El objetivo de esta revista es la investigación básica sobre el Sol y cubre todos los aspectos de la física solar. La cobertura temática incluye física solar-terrestre e investigación estelar si pertenece al enfoque de esta revista. Los formatos de publicación incluyen manuscritos regulares, reseñas invitadas, memorias invitadas y colecciones de actualidad. Solar Physics fue fundada en 1967 por los físicos solares Kees de Jager y Zdeněk Švestka, y el editor D. Reidel.

## Resumen e indexación
Esta revista está indexada por los siguientes servicios:
- Science Citation Index
- Scopus
- INSPEC
- Chemical Abstracts Service
- Current Contents/Ciencias Físicas, Químicas y de la Tierra
- GeoRef
- Journal Citation Reports
- SIMBAD